# Mechthild Reh
Mechthild Reh (* 1950) ist eine deutsche Afrikanistin und Linguistin. Sie war von 1996 bis 2016 Professorin für Afrikanistik an der Universität Hamburg.

## Leben
Das Erststudium an der Universität Stuttgart (Germanistik, Geschichte) schloss sie mit dem Staatsexamen 1975 und dem Referendariat an Gymnasien in Esslingen und Heidenheim ab. Das Zweitstudium an der Universität zu Köln (Afrikanistik, Allgemeine Sprachwissenschaft, Soziologie) schloss sie 1984 mit der Promotion ab. Thema ihrer Dissertation war eine Beschreibung der Krongo-Sprache (eine in Süd-Kurdufan gesprochene Kadu-Sprache). 
Von 1981 bis 1984 war sie wissenschaftliche Mitarbeiterin im DFG-geförderten Universalienprojekt UNITYP unter Leitung von Hansjakob Seiler in Köln. Zwischen 1981 und 1989 war sie zu mehreren Forschungsaufenthalten im Sudan. Von 1984 bis 1985 war sie wissenschaftliche Mitarbeiterin im DFG-geförderten Projekt „Grammatikalisierung in afrikanischen Sprachen“ (Bernd Heine, Köln). Von 1986 bis 1989 hatte sie ein DAAD-Lektorat an der Universität Khartum inne. 
Von 1989 bis 1994 war Reh in Bayreuth wissenschaftliche Mitarbeiterin im Teilprojekt „Sprachliche und ethnische Identität“ (Franz Rottland u. a.) im Rahmen des Sonderforschungsbereichs (SFB) 214 „Identität in Afrika“. Forschungsaufenthalte führten sie 1990–1993 nach Kenia und Tansania. Mit einer Beschreibung und internen Rekonstruktionen der Anywa-Sprache (Sprache der Anuak im Westen Äthiopiens, die zu den nilotischen Sprachen gezählt wird) habilitierte sie 1995 in Bayreuth.
Von 1994 bis 1996 versah sie eine Vertretungsprofessur für Afrikanistik in Hamburg. Anschließend wurde sie zum Wintersemester 1996 als ordentliche Universitätsprofessorin für Afrikanistik an das Institut für Afrikanistik und Äthiopistik der Universität Hamburg berufen (ab 2000 Asien-Afrika-Institut). Ab 1999 war sie mehrmals zu Forschungszwecken in Uganda. 2016 trat sie in den Ruhestand.
Ihre Forschungsschwerpunkte sind Dokumentation und Analyse afrikanischer Sprachen, besonders in Ost- und Nordostafrika, Nilo-Saharanische Sprachen, Sprachsoziologie/Soziolinguistik, Sprachtypologie und Sprachkontakt, kognitive Linguistik und Semantik. Ab 1999 forschte sie im Rahmen des Sonderforschungsbereichs 520 „Gesellschaftliche Umbrüche in Afrika und ihre Bewältigung“ zu Spracherhalt und Sprachverlust in instabilen Situationen am Beispiel von Twi-Sprechern in Deutschland.

## Schriften (Auswahl)
- mit Bernd Heine: Sprachpolitik in Afrika. Hamburg 1982, ISBN 3-87118-510-8.
- mit Bernd Heine: Grammaticalization and reanalysis in African languages. Hamburg 1984, ISBN 3-87118-630-9.
- Die Krongo-Sprache nìinò mó-dì. Beschreibung, Texte, Wörterverz. Mit 2 Karten. Berlin 1985, ISBN 3-496-00820-2.
- Anywa language. Description and internal reconstructions. Köln 1996, ISBN 3-927620-73-4.